# Arnulf keleti frank király
Karintiai Arnulf (németül: Arnulf von Kärnten), (850 körül – 899. december 8.) keleti frank király 887-től, római császár 896-tól haláláig. Uralkodását meghatározták a normannokkal és a szlávokkal vívott küzdelmek. Vele végleg megbomlott a Keleti Frank Királyság és a Nyugati Frank Királyság egysége.

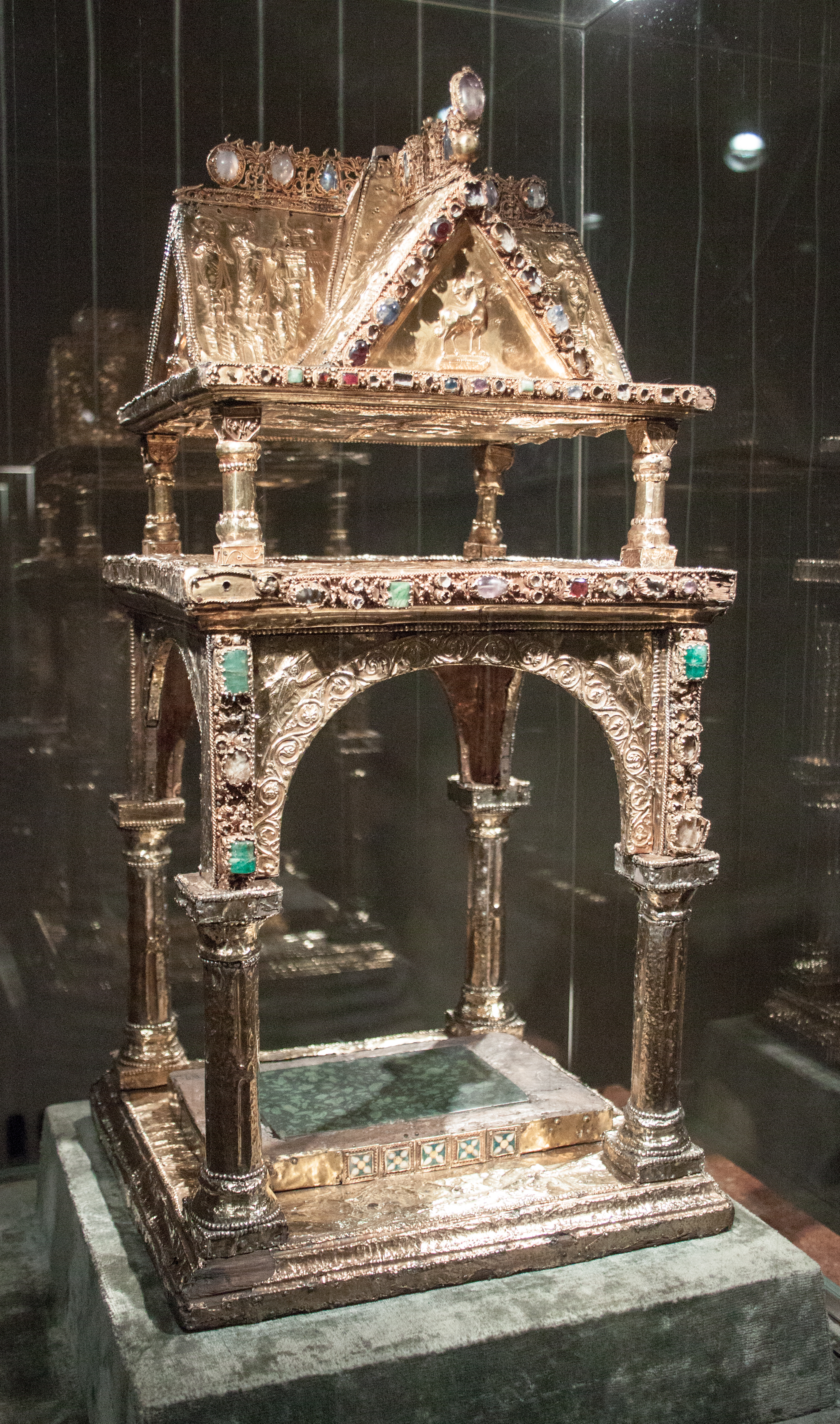
Altarciborium Arnulf kincstárából, 870-890 közötti munka

## Élete
Karlmann keleti frank király és ágyasa, Luitswinda (más írásmódban Luitwind) törvénytelen gyermekeként született.
876-ban lett Karintia és a Pannoniai őrgrófság őrgrófja. Uralkodásának kezdetétől arra koncentrált, hogy a keleti határmenti területeket biztosítsa, ill. saját hatalmát stabilizálja az uradalmain. Ezen törekvések voltak az okai, hogy 880-ban nem lépett fel édesapja halála után annak uralkodói címének örököseként.
III. Károly római császár betegségével, és gyengülésével Liutward letett birodalmi kancellárral szövetkezve Arnulf Károly ellen vonult. Sikereit mégsem használta fel nyugati terjeszkedésre, hanem hatalmát birodalmának központjában, a bajor területeken stabilizálta.
Kövér Károly halála után 887-ben ő lett a keleti frank király. Vele végleg megbomlott a Frank Birodalom egysége, mivel 888-ban nyugaton Párizs grófját, Odót, a Capeting-ház ősét választották királynak, az ekkor létrejött Felső-Burgundia királya pedig I. (Welf) Rudolf lett.
Arnulf hatalma kiépítésében erősen támaszkodott a püspökségekre. 890-ben átengedte Csehországot a morva fejedelemnek annak reményében, hogy így biztosíthatja birodalma délkeleti végeit. Ebben az évben ugyanis V. István pápa arra kérte, hogy vegye át az Itáliai Királyságot és tegyen ott rendet. Ott ugyanis Berengár friuli őrgróf (887/888-ban), majd Vid spoletói herceg (889-ben) is itáliai királlyá koronáztatta magát. Szvatopluk azonban megtagadta Pannóniában az engedelmességet, ezért Arnulf Itália helyett ellene vonult, amihez a magyarokat is segítségül hívta.
Eközben értesült a normannok lotaringiai betöréséről, ezért a morva hadjáratot feladva 891-ben a bajor csapatokat sikeresen mozgósította a támadó normannok ellen, és Leuven mellett győzelmet arattak a támadó vikingek felett. Ezzel sikerült is végleg gátat vetnie a normannok német földre vezetett betöréseinek.
892-ben a magyarokkal szövetségben ismét a morvák ellen vonult, feldúlta országukat, de ekkor sem sikerült a hadjáratot befejeznie, mivel az új pápa, Formózusz pápa ismét Itáliába hívta. Videt 889-ben itáliai királlyá koronázták, majd 891-ben V. István pápa római császárrá koronázta. 892-ben Vid fiát, Lambertet maga mellé társcsászárrá koronáztatta.
Formózusz azonban követséget küldött  Omuntesperchbe,, ahol Arnulf tanácskozást folytatott Szvatoplukkal. A pápa arra kérte Arnulfot, hogy szabadítsa fel Itáliát és cserébe felajánlotta a római császári koronát. 893-ban Arnulf fiát, Zwentiboldot küldte egy bajor sereg élén Itáliába, ahol egyesült Berengár seregével. Ketten együtt legyőzték Videt, de lefizették őket és Zwentibold ősszel hazatért. 894 elején ezért Arnulf személyesen vezette át seregét az Alpokon, 894 januárjában pedig bevette Bergamót és meghódoltatta Észak-Itáliát. Kikényszerítette Milánó meghódolását, majd pedig kikergette Videt Páviából, ahol itáliai királlyá koronázták. Vid hirtelen meghalt, Arnulf pedig nem tudott tovább haladni, mert serege egy része lázas betegségtől szenvedett és visszatérésre kényszerítette, mielőtt Rómába vonulhatott volna. Ekkor újra Moráviába vezetett hadjáratot.
Amikor 894-ben Vid meghalt, a pápa kénytelen volt annak fiát, Lambertet újra császárrá koronázni, de utána ismét segítséget kért Arnulftól. Ebben az évben meghalt Szvatopluk is. Fiai 894-ben, a csehek – I. Spytihněv és I. Vratiszláv – 894-ben, a szorbok 895-ben meghódoltak Arnulf előtt.  895-ben Arnulf törvénytelen fiát, Zwentiboldot Lotaringia királyává koronáztatta. Arnulf újra Itáliába vonult, sikerült Berengár és Lambert csapatai ellen harcolva Rómába jutnia, ahol felmentette az Angyalvárba szorult pápát, aki 896. február 22-én császárrá koronázta őt.
895-ben a honfoglaló magyarok bevonultak a Kárpát-medence Dunától keletre eső részére és innen vezették további hadjárataikat, Arnulf haláláig az ő szövetségeseként. A Morva Fejedelemségben belháború tört ki, amelyben Arnulf az őt elismerő II. Szvatoplukot támogatta II. Mojmir ellen.
A fogságban lévő Formózusz pápa meggyőzte Karintiai Arnulfot arról, hogy szabadítsa fel Itáliát, és segítse a pápai államot. Arnulf 894-ben sorra leigázta a Pótól északra fekvő királyságokat. Mindeközben Spoletói Guido meghalt és fia, Lambert nevelése feleségére, Ageltrudéra, a Karoling-dinasztia egyik ellenlábasára maradt. 895 őszén Arnulf újabb itáliai hadjáratra vállalkozott és 896-ban Formózusz német-római császárrá is koronázta. Azonban mikor Spoleto ellen vonult, szélütés érte és emiatt képtelen volt folytatni a hadjáratot.
Arnulf Luitpold őrgrófra bízta a morva ügyeket, aki 898–899 során több hadjáratot vezetett II. Mojmir ellen, kevés sikerrel. II. Szvatopluknak Arnulf Karintiában adományozott birtokokat.
Arnulf Itáliából már betegen tért haza, és nemsokára meg is halt, amivel a kor szokásai szerint érvényét vesztette a magyarokkal kötött szövetsége. A magyarok ezután elfoglalták Pannóniát.

## Megítélése
Arnulf a pártharcokba süllyedő Itáliában ugyan nem tudta helyreállítani a Karoling-uralmat, ám a normann veszély elhárításával – főleg Kövér Károly uralkodásával egybevetve – uralkodása mégis pozitív mérleget ad. Azzal viszont, hogy a trónt nem a törvényes örökös jogán, hanem választással nyerte el, egy veszélyes folyamat indult útjára: a birodalom előkelőitől függő választókirályság kialakulása.

## Címei
- Karintia és Pannónia hercege (876–884) [13]
- karintiai őrgróf (880–899)
- keleti frank király (887–899)
- itáliai király (894–899)
- római császár (896–899)

## Családja
Arnulfnak három házasságából hét (?) gyermeke született. Első felesége ismeretlen, második felesége Ellinrat, harmadik felesége Uta (874 k. – 899–903). Gyermekei:
- Glismut
- Zwentibold[14] (871. január 1. – 900. augusztus 13.), 895-től Lotaringia királya
- Ratold meráni gróf (889 – 929)
- Ellinrat
- ismeretlen nevű gyermek második feleségétől, Ellinrattól.
- Hedvig[14]
- IV. (Gyermek) Lajos[14] (893 – 911. szeptember 24.), a Karoling-ház utolsó uralkodója a Keleti Frank Királyságban

Arnulfnak ezen kívül született egy ismeretlen nevű törvénytelen gyermeke.